# Hemidactylus karenorum
Hemidactylus karenorum este o specie de șopârle din genul Hemidactylus, familia Gekkonidae, descrisă de Theobald 1868. Conform Catalogue of Life specia Hemidactylus karenorum nu are subspecii cunoscute.